# Рождество Богородично (Солун)
„Света Богородица Скоропослушница“, също „Рождество Богородично“ или Панагуда (на гръцки: Παναγίας Γοργοεπηκόου, Παναγούδα), е възрожденска църква в македонския град Солун, част от Солунската епархия на Вселенската патриаршия, под управлението на Църквата на Гърция.
Църквата е разположена на ъгъла на улиците „Егнатия“ и „Герман Патраски“. Изградена е в 1818 година на мястото на по-стар храм със същото име, унищожен от пожар в 1817 година. Възможно е на мястото да е имало и византийска църква, съдейки по реликвите от византийския период, запазени в храма. Възможно е това да е манастира, известен като „царски“ и споменаван в XII, XIII и XIV век. В архитектурно отношение е типичната за епохата трикорабна базилика с женска църква. Съдейки по източниците, храмът е изграден с по-големи размери от разрешеното от османските власти. В храма работят майстори от Кулакийската художествена школа - в 1820 година в нея работи Маргаритис Ламбу, а в 90-те години на XIX век - Митакос Хадзистаматис.